# Греков, Николай Семёнович
Николай Семёнович Греков (1906—1974) — красноармеец Рабоче-крестьянской Красной Армии, участник Советско-финской войны, Герой Советского Союза (1940).

## Биография
Николай Греков родился 29 апреля 1906 года в деревне Пучково (ныне — Савинский район Ивановской области) в семье крестьянина. Получил начальное образование, работал в колхозе. В 1939 году Греков был призван на службу в Рабоче-крестьянскую Красную Армию. Участвовал в советско-финской войне, в ходе которой отличился. Был пулемётчиком 212-го стрелкового полка 49-й стрелковой дивизии 13-й армии Северо-Западного фронта.
21 февраля 1940 года Греков уничтожил двух финских снайперов, мешавших продвижению пехотных частей, 22 февраля — офицера и 10 солдат. 6-7 марта 1940 года пулемётным огнём Греков способствовал наступлению советской пехоты и захвату вражеских траншей. Когда укрывшийся в завале финский снайпер остановил продвижение подразделения, Греков уничтожил его. В одном из последующих боёв он получил ранение в грудь и был отправлен в госпиталь.
Указом Президиума Верховного Совета СССР от 7 апреля 1940 года за «образцовое выполнение боевых заданий командования на фронте борьбы с финской белогвардейщиной и проявленные при этом отвагу и геройство» красноармеец Николай Греков был удостоен высокого звания Героя Советского Союза с вручением ордена Ленина и медали «Золотая Звезда» за номером 173.
После выписки из госпиталя Греков был демобилизован по ранению. Вернулся в родную деревню, работал председателем колхоза. В Великой Отечественной войне не участвовал, так как был признан не годным к строевой службе. В 1949—1960 годах работал на Шуйско-Егорьевской ткацкой фабрике. С 1960-х годов проживал в городе Иваново, работал в военизированной охране завода тяжелого станкостроения. Несколько лет проживал в городе Коврове Владимирской области, затем вернулся в Иваново. Умер 4 сентября 1974 года, похоронен на кладбище села Егорий Шуйского района Ивановской области. В октябре 2009 года на могиле установлен новый памятник.
Был также награждён рядом медалей.